# Велика емиграция (Полша)
Великата емиграция (на полски: Wielka emigracja) е емиграционна вълна сред полския народ настъпила през първата половина на XIX век. Подбудена от патриотични и политически мотиви, непосредствена причина за нея е поражението на Ноемврийското въстание от 1830. 

## Представители
Емигрантите са предимно представители на шляхтата, войници, офицери, членове на националното правителство (образувани по време на въстанието на 1830 – 1831), политици, писатели, художници и интелектуалци. По-късно към тях се присъединяват и други, най-вече от територията, която вече е част от Руската империя. Повечето от имигрантите пътуват до Франция (на първо място – в Париж), по-малко – в други страни. Сред емигрантите са: Адам Мицкевич, Юлиус Словацки, принц Адам Йежи Чарториски, Бонавентура Немойевски, Теодор Mоравски, Ернест Малиновски, Зигмонт Красински, Фредерик Шопен, Игнаци Домейко, Циприан Норвид, Северин Гошчински, Маурици Мохнацки и други.

## Историята на емиграцията

### Начало на емиграцията
История на Великата емиграция започва още по време на Ноемврийското въстание. От юли до октомври 1831 г. някои групи от полските войски, притиснати от руските войски, преминават границите с Прусия и Австрия и слагат оръжие там. Преди окончателното потушаване на въстанието през есента на 1831 в чужбина бягат основните бунтовнически сили и представителите на правителството (членове на правителството и на Сейма). До октомври 1831 около 50 хиляди поляци са били извън границите на Кралство Полша (на територията на Прусия – около 30 хиляди, в Австрия – около 20 хиляди).
За Прусия и Австрия тази ситуацията неудобна. От една страна, те не биха могли да се противопоставят директно на полските въстаници поради общественото мнение – хората симпатизират на поляците. От друга страна, в прегрупирането на полските войски на тяхна територия създава опасност за абсолютистките режими (в Прусия и Австрия, част от населението има революционни настроения). В тази ситуация те се опитват по някакъв начин да неутрализират полските въстаници.
На първо място – те са обезоръжени, войниците са отделени от офицерите и са изпратени в крепостите на Трансилвания. Офицерите са разквартировани в Щирия и в Моравия. Прусаците изпращат полските висши военнослужещи в замъка Голуб, а редовите войници – в лагери в Елбльонг, Мариенбург, Щум, Тчев, Квидзин, Толкмичко и околните села.
Когато на 1 ноември 1831 г. император Николай I обявява амнистия за участниците във въстанието, много бунтовници, които са повярвали на тези обещания и мотивирани от копнеж за дома, се връщат обратно в страната си. Някои от тях веднага са изпратени на заточение в Сибир или Кавказ. Като действат в координация с Русия, Прусия и Австрия принуждават със заплахи и дори сила бунтовниците да се върнат у дома по време на управлението на император Николай I. В резултат на това в края на 1831 общо около 3000 бунтовници остават в Прусия и Австрия. Останалите или се завръщат в Русия, или самостоятелно се преместват на Запад.
През октомври 1831 г. някои имигранти започват да се движат на запад – но това се отнася само за най-богатите политици, държавни служители, военни и благородниците. Сериозен проблем е предислоцирането на хиляди интернирани войници от Прусия и Австрия. С тази задача се заема Юзеф Бем. Той решава, че във Франция трябва да бъдат изпратени 10 хиляди войници (които да продължат борбата в бъдеще). За да се намерят средства Бем организира на различни места комисии от приятели на Полша. С тяхна помощ и с подкрепата на местното население средства са намерени.

### Преход през Прусия и Австрия
Първата колона поляци се премества в средата на декември 1831 г. Маршрутът премина през Елбльонг, Малборк, Тчев, Староград, Хойнице, Валч, Хожов, Костжин и след това през Любин, Торгау до границата със Саксония, и там в Лайпциг, Айзенах, Франкфурт и до границата с Франция в град Лотербург.
Емигриралите в Австрия поляци преминават през Моравия и Бохемия до границата с Бавария. След това преминават през Нюрнберг и Вюрцбург в Страсбург – или през Регенсбург, Аугсбург, Улм, Щутгарт, Тюбинген, Фрайбург до Франция – или швейцарската граница, Шафхаузен и Базел до Франция. Също така известен брой преминават през Прусия в Белгия през Хановер. Те се движат предимно по тези маршрути индивидуално или в малки групи.
Австрийците изпращат емигрантите до границата с Бавария под контрола на войска, придружени от служител, отговорен за правилното преминаване на колоната. В Прусия по пътя им има и пруска жандармерия.
След преминаване на пруската и австрийската граница всички разходи поемат комисиите на полските приятели. Поляците, търпели дълго време страдание и унижение, не хранят към германците симпатия или възхищение. Въпреки това германското население, което се противопоставя на абсолютистките правителства, с възхищение гледа на полските войници, осмелили се да се разбунтуват срещу руския император. Ето защо преминавайки през територията на тези страни, поляците срещат и много доказателства за приятелство и гостоприемство. Това се отнася особено до Лайпциг, където след ноември 1831 действа „Съюз за нуждаещите се поляци.“ Влизането на колоната полски емигранти в Лайпциг е съпроводено от почетна стража на Саксония и градската гвардия. Тълпа от хора от различни социални класи възкликва: „Да живеят поляците!“ под тътена на церемониални топовни салюти. Подобни сцени е наблюдават и в някои други градове. Поляците са приети в хотели, както и в някои частни домове. В тяхна чест са окачени плакати: „Още Полша не е загинала, докато германците живеят“ (парафраза на Домбровската мазурка). В Гота емигрантите са посрещнати с почести и са настанени в двореца на принца. Във Франкфурт, под влиянието на същото чувство, някои местни хора чупят прозорците в руското консулство.
Този ентусиазъм предизвика загриженост у консервативните правителства на Прусия и Австрия. Под влияние на дипломатическата ситуация, правителствата се опитват да ограничат про-полската кампания. Например, през 1832 г., когато общественият ентусиазъм намалява до известна степен, властите в Саксония забраняват на поляците да живеят в Дрезден. През пролетта на 1832 Саксония затваря границата си. Скоро така правят Вюртемберг и Бавария.
Ентусиазмът на обикновените германски граждани при посрещането на полските емигранти е проява на либерално-демократичната опозиция и играе роля в укрепването на германския патриотизъм. Про-полското общество в Прусия и Австрия по-късно се преобразува в политически клубове, които имат за цел да се продължи борбата срещу авторитарните правителства.

### Емигрантите във Франция
В съответствие с плана на Йозеф Бем повечето имигранти се заселват във Франция. Първите полски имигранти са пристигнали там през октомври 1831 г. Те са предимно държавни служители и заможни граждани, както и военен персонал. От януари 1832 на германските държави започнаха да пристигат вълна на полски имигранти. Във Франция емигрантите са посрещани с ентусиазъм, често с участието на армията, Националната гвардия и голямо събиране на хора.
С течение на времето комитетите за помощ на Полша прекратяват работа и имигрантите се изправят пред необходимостта сами да търсят прехрана. Френският министър-председател на Луи-Филип от една страна не може да откаже да приеме имигранти поради съществуващото обществено мнение, а от друга страна не иска да предизвика конфликт с Русия, Австрия и Прусия. Взето е решение да се създаде лагер за полската армия в Авиньон. През март на 1832 там има вече 1200 души. След това започват да се организират лагери в Безансон, Шатору, Бурж, Льо Пюи, Бержерак, Сален и други, включително лагер за цивилни. Във всеки лагер има около 300 души.
Първоначално, поради напрегнатата ситуация в Европа френското правителство се надява да използва полската армия в евентуална война. Когато международното положение започва постепенно да се стабилизира, властите губят интерес към идеята за „полски легиони.“ През пролетта на 1833 г. правителството закрива лагерите и поляците са прехвърлени в малки колонии в различни части на страната (до около 100 места). Всеки получава държавни помощи, ако е признат за политически бежанец. Тази надбавка разговорно се нарича „жолд“. Според постановлението на 21 февруари 1832 г. „жолдът“ е намален наполовина и като резултат много имигранти изпадат в затруднено финансово положение. Мнозина се захващат с черна работа. Въпреки това имигрантите смятат, че трудностите им са временни и че скоро ще се върнат в Полша, за да продължат борбата за независимост.
Освен във, Франция част от полските емигранти остават в Прусия и Австрия, а някои намират убежище в Белгия (около 200 души), Великобритания (около 700 души), Швейцария (около 50 души). Малка група заминава за Скандинавия, САЩ, Турция и Алжир.

## Политически тенденции в полската емиграция
На 6 ноември 1831 г. жители на Калиш създават „Временен комитет на полската емиграция“. Председател на комисията става Бонавентура Немойевски, последният президент на правителството на бунтовниците. Този комитет е атакуван от журналисти-членове на бившия Варшавски политически клуб, включително и Мориц Мохнацки с обвинения за „аполитичност.“ След това той се превръща в „Полски национален комитет (KNP)“ (създаден на 5 декември 1831 г.). От първите дни на емиграция предмет на разгорещени спорове са причините за поражението, начините за по-нататъшна борба и политическа структура за бъдещето на Полша. Веднага е имало разцепление в консерватори (вдясно) и демократи (вляво).

### Демократическо крило: лелевелци
Демократичното ляво крило в KNP е под ръководството на историка Йоахим Лелевел . Комитетът е с ясно развита социална програма и заявява, че в борбата трябва да бъдат включени представители от всички сфери на живота под ръководството на патриотична шляхта. Липсва разработена програма за селския въпрос. Като цяло, Комитетът е доминиран от републикански настроения.
През март 1832 г. се наблюдава разцепление в комитета. Лявоориентирана група начело с Тадеуш Креповецки обявява, че, според тях, е налице тясна връзка между борбата за полския независимост и борбата срещу старите феодални отношения, както и изисква предоставянето на равни права на селяните. На 17 март 1832 групата обявява напускането си на KNP и създаването на Полско демократично общество (TDP).
Въпреки това Лелевел не бърза да се откаже от ролята на лидер на лявата страна на емиграцията. След като френската полиция го експулсира от страната, той се установява в Брюксел, откъдето води центристка политика спрямо TDP и десния лагер на княз Чарториски. Въз основа на своята връзка с Карбонариите, Лелевел основава тайна организация, наречена „Народна мъст“. Тази организация прави неуспешен опит за въстание под ръководството на Йозеф Заливски. През 1834 – 1836 GG Лелевел води организация „Млада Полша“, подразделение на революционната организация „Млада Европа“.
Всички лелевелски организации провеждат републиканска програма и се уповават на народите, борещи се за независимост и демократични промени. Говорейки за освобождаването на селяните, акцент се поставя върху „националното съгласие“, солидарността и сътрудничеството между шляхтата и народа.

### Демократическо крило: TDP
През 1832 е публикуван "Малък манифест на TDP“, който става първата политическа програма на партията. В него се заявява необходимостта да се освободят селяните и да им се предаде земя като имот. Още в първите дни на TDP има остри вътрешни спорове. В резултат на това тя се дели от групата на левите активисти. Останалата несъмнено по-голямата част има някои малки разлики, но като цяло се спазва лявата демократична и либерална посока. До 1840-те години TDP е най-голямата политическа организация на полската емиграция.
Ръководството на организацията е централизирано и се работи със служби по места. Водещ активист е Виктор Хелтман. Основният документ на TDP, съдържащ програма и план за действие е „Великия манифест“, приет през 1836 г. в град Поатие, Франция. В документа се посочва, че самите полски хора решават своята независимост. Възродената Полша трябва да бъде република и демократическа. Ангарията ще бъде премахната, а фермерите ще имат собствеността над земята. Въпреки че не е изрично казано за него, но е ясно, че земя ще бъде предоставена и на безимотните.

### Революционно крило: Грамада на полския народ
По време на празника, посветен на втората годишнина от въстанието в ноември 1832 в Париж Тадеуш Kреповецки държи реч, в която заявява, че шляхтата е отговорна за упадъка на Полско-Литовската общност през XVIII век. Той осъжда тяхното потисничество, и казва, че бъдещето на полското въстание за независимост трябва да има анти-феодален характер, с други думи – той трябва да бъде народна революция. Това изявление предизвика негативна реакция от страна на по-голямата част от имигрантите, особено като Kреповецки похвали бруталното клане на аристокрацията, която се проведе по време на селските бунтове. Революционният идеолог намира и поддръжници, главно сред селяните, които са емигрирали през Прусия и са се заселили в Англия. В Портсмут имаше местен клон на Полското демократично общество. През 1835 г., група от тези имигранти обявява създаването на „Hromada Grudzёzh“, по името на крепостта в Прусия, които по-рано помещава имигрантите. Почти по същото време на остров Джърси група от имигранти обявява създаването на „Hromada Uman“ (името е свързано с въстание на украински селяни през 1768). Така е основана емигрантската партия Грамада на Полския народ. Нейните идеолози са Креповецки, Пуласки и Станислав Ворсел. Те целят да се постигне освобождение от чужда окупация и пълното премахване на местната собственост; война за независимост трябва да бъде в същото време и социална революция, която да сложи край на национален и социален гнет над хората. Те вярват, че земята трябва да принадлежи на всички земеделските производители.
Всички други емигрантски организации имат негативно отношение към Hromada и нейните твърде радикални възгледи. От друга страна, представители на Грамадата се дистанцират от консерватори, защитници на полската аристокрация и демократи, когото обвиняват в предателство на демократичните идеали. Но скоро отслабва революционния им плам за сметка на повишен религиозно-мистичен акцент под влиянието християн-социализма. Това се дължи на изолацията на някои членове на обществото в Англия. През 1846 г. Грамадата отново става част от Полското демократично общество във връзка със събитията в Краков, където избухва въстание.

### Консервативно-аристократично крило
Лагерът на десните, водени от княз Адам Чарториски разчита най-вече на аристократи и земевладелци. Седалището им се намира в Отел Ламбер, Париж. Чарториски иска независима и конституционна Полша, но в същото време – монархическа и отдалечена от демокрацията. Програмата им предполага постепенно забавяне на реформите (включително по отношение на селяните), изглаждане на социалните конфликти и уреждане на отношенията между работническата класа и шляхтата. В политическите си надежди Чарториски разчита на намесата на европейските правителства. Той се надява, че Франция или Англия, в случай на конфликт с Русия, ще помогнат на полския народ. Емисарите на Чарториски помагат на унгарците, на балканските народи в борбата срещу Русия и Австрия. Основните дейности на Отел Ламбер е тиха дипломация. опозиция на революционно-демократичното пропаганда у дома и в изгнание, както и подкрепата на полската литература и култура.

## Контакт на емигрантите с Полша
Въпреки че имигрантите живеят в чужбина за дълго време, те винаги са се опитали да поддържат връзки с окупираната си родина. Периодично някои имигранти се връщат в Полша (временно или постоянно), а други, напротив, се отправят в чужбина.
Емигрантската организация поддържа контакти с Полша чрез емисари, които организират тайни общества за борба за независимост. Този процес продължава през всичките 1830 – 1840. През 1830-те години най-активни в това отношение бяха лелевелците, а през 1840-те години – Полското демократично общество. Имигрантите са проучили опита на политическата мисъл на Запада и се опитват да го предадат на нелегалните организации, работещи в Кралство Полша по отношение на полицейското насилие и цензура.
Постепенно емиграцията започва да се отдалечава от националната борба и в Полша се появява ново поколение политици и мислители. Най-творчески период за емиграцията е 1832 – 1846 година. Тогава това първо поколение емигранти осъзнава, че никога няма да си върнат родината. Нов тласък донесе само така наречените „млади емиграция“, която започва през 1848 г.

## Научен и културен живот на полските емигранти
В Западна Европа, особено във Франция, от гледна точка на свободата на словото, полската литература, публицистика и романтична поезия процъфтяват, По-специално, във Франция, работи Адам Мицкевич, Юлиус Словацки, Зигмунт Красински, Циприан НорвидНорвид е от по-младото поколение, поело на запад по-късно, през 1842 г.) Всички те са вселили в произведенията си любов към родината и напредъка.
Огромна роля за националния дух на музиката играе Фредерик Шопен, вдъхновен от полската народна култура. Идеологията на полския демократичния лагер е силно повлияна от историческите творби Лелевел.
Публикувани са много произведения с енциклопедичен характер, имащи за задача да разпространява знания за Полша сред имигрантите, така и сред народите-домакини. Полската печатница и издателска къща се намира в Париж до 1838. В изгнание са публикувани много списания и различни периодични издания, включително: „Le Polonais“, „Държава и емиграция", „Полски новини“, „Полският Pilgrim“, „Трети май“, „Идеологията на Полското демократично общество“, „Полска демокрация“, „Прогрес“, „Pshonka“, „Преглед на полските събития“, „Полша е Христос“, „Единство“, „Братство“.
Както и в политическатаб така и културната сфера на полската емиграция през 1850 настъпва спад.
Добре известен изобретател на Великата емиграция е Ян Барановски, Той е автор на много изобретения в областта на железопътния транспорт, комуникациите, счетоводната и изчислителна техника, включително – семафор-компостера за билети и газ-метъра. През 1835 г. Йозеф Бем в Париж основана на полско политехническо общество. Друга добре известна фигура на Великата емиграция с голям принос в развитието на технологиите, е Антони Патек. Той основава швейцарската фирма „Patek Philippe Co.“ – първата в света за производство на джобни часовници в промишлен мащаб.